# Amy (película de 1981)
Amy es una película estadounidense dramática de 1981 dirigida por Vincent McEveety y protagonizada por Jenny Agutter, Barry Newman y Kathleen Nolan.

## Argumento
A principios del siglo XX, una joven mujer llamada Amy Medford decide huir de su horrible matrimonio con un adinerado hombre llamado Elliot Medford, con el que solo puede recordar el fallecimiento de su hijo. En la nueva vida que ahora lleva, Amy se convierte en una profesora de un colegio rural que enseña a niños ciegos y sordos.
Malvina Dodd, la cabeza del colegio, cuestiona los métodos de enseñanza de Amy en el colegio, pero Amy consigue conectar con varios de sus estudiantes, en especial con Henry Watkins, uno de los niños sordos de la escuela. Mientras que su marido Elliot la busca, Amy entabla una dulce amistad con el Dr. Ben Corcoran, quien también se involucra con los niños de la escuela.

## Reparto
| Actor            | Papel            |
| ---------------- | ---------------- |
| Jenny Agutter    | Amy Medford      |
| Barry Newman     | Dr. Ben Corcoran |
| Kathleen Nolan   | Helen Gibbs      |
| Chris Robinson   | Elliot Medford   |
| Lou Fant         | Lyle Ferguson    |
| Margaret O'Brien | Hazel Johnson    |
| Nanette Fabray   | Malvina          |
| Lance LeGault    | Edgar Wambuck    |
| Lucille Benson   | Rose Metcalf     |
| Jonathan Daly    | Clyde Pruett     |

## Producción
Fue la primera película que Walt Disney decidió producir para una audiencia de adultos. Una vez que se solucionaron los preparativos, se filmó la película en Los Ángeles, California. Al principio, durante el rodaje, el filme fue titulado Amy on the Lips, pero al final se cambió el título y se llamó entonces Amy.

## Estreno
Una vez producido, Walt Disney pensó lanzar directamente la película en televisión. Sin embargo, la productora decidió cambiar de planes y estrenarlo en las salas cinematográficas.

## Recepción
La película no obtuvo muy buenos resultados en el cine. Aun así, el filme fue nominado como mejor película familiar en la gala de los premios Young Awards, aunque no lograría hacerse con el galardón.
Hoy en día el filme fue valorado en los portales de información cinematográfica. En IMDb, por ejemplo, con 557 votos registrados, el filme obtiene una media ponderada de 6,4 sobre 10. En otro portal, Rotten Tomatoes, la película fue valorada por menos de 50 usuarios, los cuales le dieron una valoración media de 3,5 de 5. También cabe destacar que el 73% de los usuarios de La Vanguardia la valoraron positivamente.